# Patrice Simon

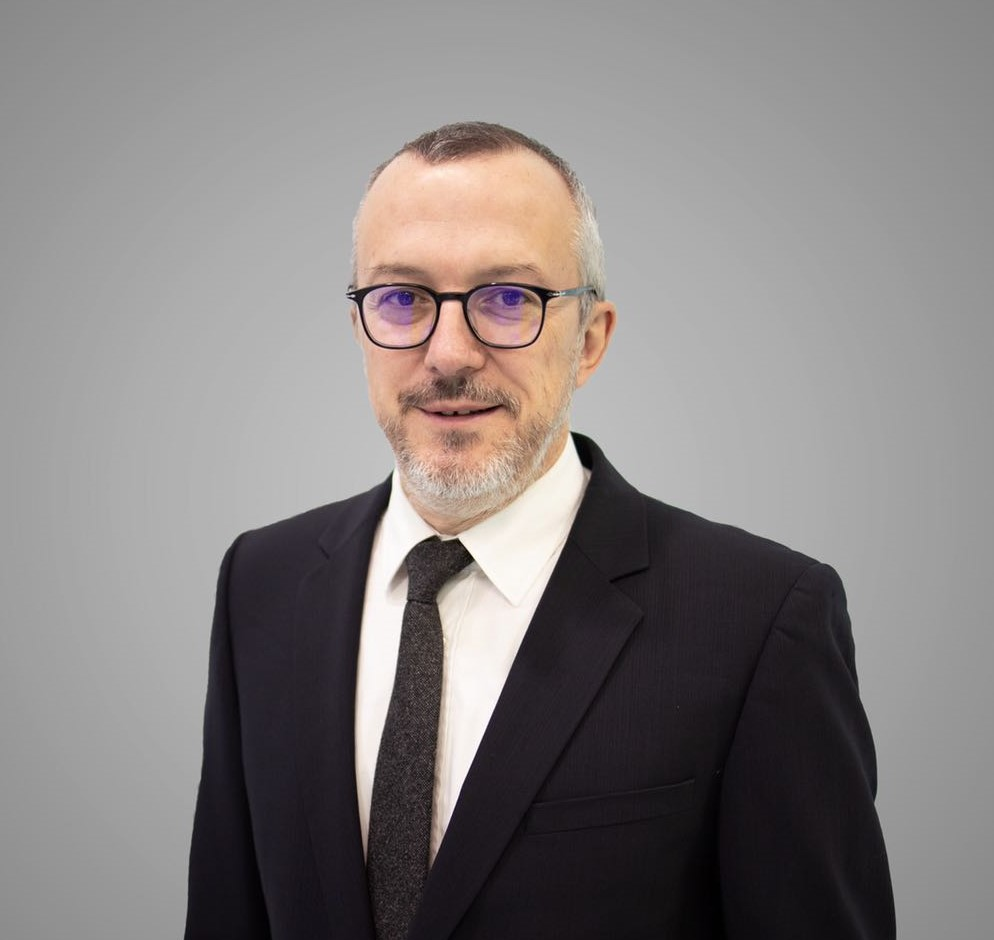
Patrice Simon, 2019

Patrice Simon (* 15. Dezember 1969) ist ein französischer Chemiker (Elektrochemie, Nanowissenschaft).
Simon wurde 1995 an der École nationale supérieure de Chimie in Toulouse promoviert. Danach war er Assistenzprofessor am Conservatoire National des Arts et Métiers in Paris und ab 2001 Professor für Materialwissenschaft an der Universität Toulouse (Paul Sabatier), wo er am CIRIMAT-Labor arbeitet.
Er befasst sich mit nanostrukturierten Materialien für Anwendungen in der Speicherung elektrochemischer Energie wie Superkondensatoren.
2007 bis 2012 war er Juniormitglied des Institut Universitaire de France. 2012 erhielt er einen ERC Advanced Grant für die Forschung zum Ionentransport in Kohlenstoffnanoporen (IONACES Projekt).
Er gehört zu den hochzitierten Wissenschaftlern (Clarivate Citation Laureates 2018). 2019 wurde Simon in die Academia Europaea gewählt.

## Schriften (Auswahl)
- mit Yury Gogotsi: Materials for electrochemical capacitors, Nanoscience and Technology: A Collection of Reviews from Nature Journals, 2010, S. 320–329
- mit J. R. Miller: Electrochemical capacitors for energy management, Science, Band 321, 2008, S. 651–652
- mit J. Chmiola, Y. Gogotsi u. a.: Anomalous increase in carbon capacitance at pore sizes less than 1 nanometer, Science, Band 313, 2006, S. 1760–1763
- mit P. L. Taberna u. a.: High rate capabilities Fe3O4-based Cu nano-architectured electrodes for lithium-ion battery applications, Nature Materials, Band 5, 2006, S. 567
- mit D. Pech u. a.: Ultrahigh-power micrometre-sized supercapacitors based on onion-like carbon, Nature Nanotechnology, Band 5, 2010, S. 651
- mit Y. Gogotsi, B. Dunn: Where do batteries end and supercapacitors begin ?, Science, Band 343, 2014, S. 1210–1211
- mit C. Largeot, Y. Gogotsi u. a.: Relation between the ion size and pore size for an electric double-layer capacitor, Journal of the American Chemical Society, Band 130, 2008, S. 2730–2731
- mit Y. Gogotski: True performance metrics in electrochemical energy storage, Science, Band 334, 2011, S. 917–918